# Obszar Chronionego Krajobrazu Dolina Warty i Dolnej Noteci
Obszar Chronionego Krajobrazu Dolina Warty i Dolnej Noteci – utworzony 9 sierpnia 2003 rozporządzeniem nr 14 Wojewody Lubuskiego z dnia 24 lipca 2003 r. w sprawie określenia obszarów chronionego krajobrazu na terenie województwa lubuskiego, położony na terenie miasta Gorzów Wielkopolski oraz gmin: Deszczno, Drezdenko, Przytoczna, Santok, Skwierzyna, Stare Kurowo, Zwierzyn.
Celem ochrony tego obszaru jest zachowanie kulturowego i przyrodniczego krajobrazu wnętrza i krawędzi wielkich dolin rzecznych.
W skład Obszaru wchodzi rezerwat przyrody Santockie Zakole.
| powiat                 | gmina               | powierzchnia ha |
| ---------------------- | ------------------- | --------------- |
| międzyrzecki           | Przytoczna          | 1960,83         |
| międzyrzecki           | Skwierzyna          | 4757,10         |
| gorzowski              | miasto Gorzów Wlkp. | 335,66          |
| gorzowski              | Deszczno            | 1091,23         |
| gorzowski              | Santok              | 6608,40         |
| strzelecko-drezdenecki | Drezdenko           | 5591,72         |
| strzelecko-drezdenecki | Stare Kurowo        | 4258,53         |
| strzelecko-drezdenecki | Zwierzyn            | 7162,83         |

Obszar obejmuje teren Nadleśnictwa Międzychód na powierzchni ok. 291 ha, obszar wzdłuż rzeki Warty.
W zasięgu terytorialnym Nadleśnictwa Karwin obszar ten obejmuje zachodnią i północną część obrębu Lipki Wielkie, gdzie znajdują się liczne torfowiska i oczka wodne. Do cennych obiektów kulturowych należą cmentarzyska, średniowieczne osady, zabytkowe kościoły oraz liczne stanowiska archeologiczne.
W granicach Nadleśnictwa Międzyrzecz obszar zajmuje 92,46 ha.
W granicach Nadleśnictwa Smolarz obszar stanowi teren 46,61 ha.